# Totenburg (Band)
Totenburg ist eine deutsche NSBM-Band aus Gera. Die Band selbst bezeichnet ihre Musik als „Thuringian Aryan Black Metal“. Laut des Thüringer Landesamtes für Verfassungsschutz, das die Band als rechtsextrem einordnet, gibt die Band an, gute Kontakte zur NPD zu haben und ihren Musikstil als „arisch geprägt [und] für die weiße Rasse produziert“ zu bezeichnen.

## Bandgeschichte
Die Band wurde 1998 von Schlagzeuger Denis „Rabensang“ Schoner, dem Bassisten Ragnare und dem Sänger und Gitarristen Emperor, welcher jedoch bereits nach kurzer Zeit wieder ausstieg (nur die beiden Lieder Schwarzer Geist und Swastika entstanden mit seiner Beteiligung), gegründet. Die Besetzung der Band wechselt seither häufig. Für ein Konzert und einige Proben war auch René „Kanwulf“ Wagner von Nargaroth in der Band. Entgegen der immer wieder gehörten Behauptung hieß die Gruppe von Anfang an Totenburg und wurde nicht unter dem Namen Peststurm gegründet.
Nach der Veröffentlichung eines ersten Demotapes im Jahr 1999 erschien im Folgejahr das Debütalbum Weltmacht oder Niedergang, auf dem sich neben eigenen Stücken auch die Burzum-Coverversion Dunkelheit befindet. Das Cover der Erstauflage der CD und der Audiokassette zeigt eine brennende Synagoge. Die Aufnahmen entstanden als Kooperation von Fog of the Apocalypse und Pesten Productions.
2002 erschien das zweite Album Winterschlacht als Koproduktion von Donnerschlag Records und Eighty-Eight Records (heute Ewiges Eis Records), das vom Eugenik-Sänger Jens Fröhlich betrieben wird.
Im Jahre 2003 wurde eine Split-CD mit Antiphrasis unter dem Titel Mit uns das Blut – Schlachten der Ehre bei Christhunt Productions veröffentlicht, das Label veröffentlichte auch Schallplatten-Fassungen der drei Totenburg-Alben. Ebenfalls im Jahr 2001 erschien eine 7"-Split-EP mit der deutschen Band Ewiges Reich. Zudem kam es dieses Jahr zu Wiederveröffentlichungen der Alben Winterschlacht und Weltmacht oder Niedergang, gemeinsam auf eine CD gepresst.
Im Jahr 2004 erschien das Album Pestpogrom, mit Fröhlich (unter dem Pseudonym „Asemit“) am Gesang. Es ist das erste Album der Band für das von Ronald Wolf Möbus von Absurd gegründete Label Nebelklang. Der Name bezieht sich auf die im Mittelalter in Europa zu Zeiten der Pest vorgekommenen Pogrome gegen Juden. Das Cover der CD ist ein Holzschnitt aus Nürnberg aus der Schedelschen Weltchronik von 1493, der eine Judenverbrennung zeigt. Ebenso ist eine ähnliche Szene auf dem Tonträger selbst abgedruckt. In der Dankesliste des Albums werden neben genretypischen Bands wie Absurd oder Magog auch Rechtsrock-Bands wie Kraftschlag oder Kreuzfeuer genannt.
Das Album enthält als Hidden Track das Lied Walvater Wotan, ein Cover-Stück der Rechtsrock-Band Landser. Der Text wurde leicht verändert. So wurde aus „Wir wollen euren Jesus nicht, das alte Judenschwein / Denn zu Kreuze kriechen kann nichts für Arier sein“ in der Coverversion „[…] das alte Christenschwein / […] nichts für Germanen sein“. Auch die Melodie wurde in Grundzügen übernommen. Jedoch wurde das Stück dem typischen Black-Metal-Stil in Gesang und Dynamik angepasst.
Die EP Art und Kampf enthält unter anderem das Absurd-Cover-Stück Stahl blitzt kalt.
Des Weiteren ist Totenburg auf mehreren Samplern vertreten, wie dem 2003 veröffentlichten Tonträger Trotz Verbot nicht tot für die 2000 verbotene Division Deutschland des Neonazi-Musiknetzwerkes Blood and Honour.
Totenburgs Bedeutung für die NSBM- und Rechtsrock-Szene geht weit über Thüringen und Deutschland hinaus, so absolvierte die Band bereits mehrere Auftritte in anderen europäischen Ländern wie Griechenland und Belgien und wird häufig auch von internationalen NSBM-Bands in Booklets und Interviews gegrüßt.
In der Antwort auf eine Große Anfrage der PDS-Fraktion im Thüringer Landtag werden die Veröffentlichungen Pestpogrom und Art und Kampf als „rechtsextreme“ Produkte bezeichnet.

## Diskografie

### Alben
- 2000: Weltmacht oder Niedergang (indiziert[8])
- 2002: Winterschlacht
- 2004: Pestpogrom (indiziert[9])
- 2009: Endzeit
- 2020: Jenseits des Grabes

### Demos
- 1998: Peststurm (Demo)

### Split-Veröffentlichungen
- 2003: Schlachten der Ehre / Mit uns das Blut (Split mit Antiphrasis, der Totenburg-Beitrag wurde 2005 auf MC neu veröffentlicht)
- 2003: Split (Split mit Ewiges Reich)
- 2006: Waffenbrüder (Split mit Menneskerhat)
- 2007: Si vis pacem, para bellum (Split mit Der Stürmer)
- 2009: Majesty of Wampyric Blood/Leichenfeuer (Split mit Satanic Warmaster)
- 2023: Im Kampf vereint (Split mit Order of the White Hand & Heldenasche)

### EPs
- 2005: Art und Kampf
- 2021: Untot

### Sonstiges
- 2005: Mit uns das Blut (MC, Donnerschlag Records) (indiziert[10])
- 2012: Live in Jaucha (DVD)